# Darè
Darè és un antic municipi italià, dins de la província de Trento. L'any 2007 tenia 234 habitants. Limitava amb els municipis de Montagne, Vigo Rendena i Villa Rendena.
L'1 de gener 2016 es va fusionar amb els municipis de Vigo Rendena i Villa Rendena creant així el nou municipi de Porte di Rendena, del qual actualment és una frazione.

## Administració
| Període | Identitat        | Partit        |
| ------- | ---------------- | ------------- |
| 2005-   | Riccardo Binelli | Llista cívica |